# Jackson de Figueiredo
Jackson de Figueiredo Martins, né le 9 octobre 1891 à Aracaju et mort le 4 novembre 1928 à Rio de Janeiro est un avocat brésilien, qui a travaillé comme professeur, journaliste, critique, essayiste, philosophe et homme politique. Après sa conversion au catholicisme, il organise le mouvement catholique laïc au Brésil.

## Biographie
Originaire du Nordeste et diplômé en droit de la Faculté de Salvador de Bahia, il s'installe à Rio de Janeiro, où il pratique le journalisme et se consacre à la politique. Jackson de Figueiredo est souvent retenu comme le « Léon Bloy brésilien », inspiré de références anarchistes et de l'antilibéralisme sorélien dans sa jeunesse.
En 1918, il se convertit au catholicisme au lendemain de la Première Guerre mondiale. Le catholicisme devient pour lui une condition essentielle à la survie de la nation brésilienne. Entre 1921 et 1922, il fonde le Centre Dom Vital, dans une ligne ultramontaine, dans le but de rassembler laïcs et religieux dans l'approfondissement de la doctrine catholique, et la revue A Ordem, pour diffuser la doctrine catholique. A travers le Centre et la revue, il promeut un catholicisme intransigeant, ultramontain et antilibéral contre le communisme et le libéralisme,. Pendant l'entre-deux-guerres, le Centre Dom Vital rassemble l'intelligentsia laïque et les milieux ecclésiaux et s'affirme comme un lieu de formation et de débat en participant à la diffusion du néo-thomisme.
Jackson de Figueiredo est alors influencé par Charles Maurras lorsqu'il désigne le péril étranger comme l'ennemi du Brésil en se référant au metequismo,. Le journaliste brésilien fait d'ailleurs référence au penseur de l'Action française à plusieurs reprises dans sa correspondance avec Alceu Amoroso Lima. Jackson de Figueiredo est aussi un lecteur de Joseph de Maistre, Louis de Bonald, Donoso Cortés et Louis Veulliot.
En 1921, il défend la candidature d'Artur Bernardes, le considérant comme le candidat de l'ordre et de la religion face à Nilo Peçanha, qu'il identifie comme révolutionnaire et lié à la franc-maçonnerie. Il collabore avec le gouvernement Bernardes à la répression des mouvements tenentistes de 1922 à 1924.
Il meurt tragiquement en se noyant alors qu'il pêchait sur le rocher de Joatinga à Barra da Tijuca. Il perd l'équilibre et tombe à la mer. Tandis qu'il se débat, il salue son fils de huit ans qui, d'en haut, assiste terrifié au drame. Le corps n'apparaît que quelques jours plus tard, sur une plage de Maricá. Le triste épisode a inspiré Carlos Drummond de Andrade à écrire une Ode à Jackson de Figueiredo .

## Publications
- Ailes battantes, (sonnets) 1908
- Zincaros (vers), 1910
- Xavier Marques, 1913
- García Rosa, 1915
- Quelques réflexions sur la philosophie de Farias Brito, 1916
- Encens doré 1917
- Crépuscule intérieur (versets) 1918
- Bonne presse (critique), 1919
- La question sociale dans la philosophie de Farias Brito, 1919
- Humilié et lumineux 1921
- Sur le nationalisme au temps présent, 1921
- Affirmations, 1921
- La réaction de bon sens, 1921
- Pascal et l'agitation moderne, 1924
- Auta de Sousa, 1922
- Littérature réactionnaire, 1924
- La Colonne de Feu, 1924
- Durval de Morais et les Poètes de Notre-Dame, 1925
- Aevum, 1932 (autopsie)
- Correspondance, 1946 (post mortem)

## Institut

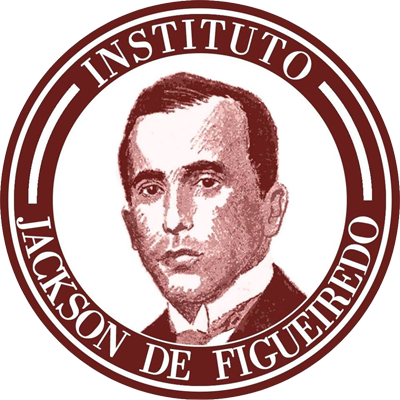
Institut Jackson de Figueiredo

Créé en 2015, l'Institut Jackson de Figueiredo (IJF) est une société civile catholique, vouée à la diffusion de la culture occidentale et à l'action politique de défense de la famille, dans le respect de la doctrine sociale de l'Église. Composé d'un groupe de laïcs réunis dans le but de s'entraider dans le cheminement de la foi, en accordant une attention particulière à la réalité socioculturelle du Brésil, visant l'expansion de la foi catholique et la santé de la nation.
L'action implique l'étude et la diffusion de la doctrine de l'Église, en présentant les principes chrétiens d'une manière appropriée pour chaque public, c'est-à-dire en cherchant à étancher la soif de la vérité par la charité ; cela passe aussi par la lutte contre les idéologies révolutionnaires et la tentative d'inverser la grave crise multiforme qui afflige le peuple brésilien, en défendant la morale chrétienne, la famille naturelle et la civilisation occidentale et ses conquêtes pour le bien commun.
L'IJF entend sauver la mémoire de Jackson de Figueiredo, si oublié dans les terres de Sergipe et du Brésil, et honorer son militantisme catholique en relançant son travail de défense de la Foi contre les anciens ennemis de l'Église catholique.